# 鈴木茂正
鈴木 茂正（すずき しげまさ、1965年6月8日 - ）は、千葉県出身の競艇選手である。登録番号3391。身長164cm。血液型A型。64期。師匠は徳平弘次。

## 来歴
成田高等学校出身。登録番号3391の64期生としてデビュー。同期には松井繁、服部幸男らがいる。通算優勝は21回。SGは2000年の平和島賞金王シリーズに出場。家族構成は妻と娘で子役タレントの鈴木理子。趣味はゴルフと草野球。

## 人物・エピソード
- 1999年競艇最高峰のレースの1つであるSG全日本選手権（埼玉県・戸田競艇場）の出場権を得てSG初出場となる予定であったが、全日本選手権の前検日の集合時間が10時であった（当時、SG競争だけが10時集合であった。現在は12時集合）のを知らなかったために、集合時間に間に合わず前検遅参となり、1年間のSG出場停止処分を受けた。ちなみに、その日の10時、鈴木は戸田へ向かうために自宅の最寄り駅で電車が来るのを待っていた。
- 2000年、平和島競艇場で行われたSG賞金王シリーズに出場、SG初出場ながら見事1着を取り水神祭を飾る活躍を見せた。
- 2004年6月から2006年4月にかけての約2年間、競艇オフィシャルWEBで「鈴木茂正のしげしげレーサー日記」を担当。自身の近況と、娘の子役としての活動の様子を記していた。本来1年交代で引き継がれるレーサー日記であるが、約2年間も続いた。
- 娘が子役としてテレビに出ていることは選手間でも知られており、植木通彦から一節間「理子ちゃんのパパ〜」と呼ばれ続けた事も。
- 成田高等学校では名門と言われる陸上部に所属。増田明美には練習を付き合わされたり、社会人になった増田から食事を奢られたりと可愛がられていた。
- 2007年10月25日三国競艇場一般戦第1日目9レースにおいて、通算1000勝を達成した。
- 2014年6月に日本モーターボート選手会常務理事（非常勤）、2018年6月に同専務理事（常勤）に就任した。選手会の常勤役員となったため、同月の若松競艇場での開催を最後にレースには出走していない。